# Aunac
Aunac – miejscowość i dawna gmina we Francji, w regionie Nowa Akwitania, w departamencie Charente. W 2013 roku populacja gminy wynosiła 341 mieszkańców. 
W dniu 1 stycznia 2017 roku z połączenia trzech ówczesnych gmin – Aunac, Bayers oraz Chenommet – utworzono nową gminę Aunac-sur-Charente. Siedzibą gminy została miejscowość Aunac. 